# Butorów
Butorów – część wsi Kościelisko w Polsce w województwie małopolskim, w powiecie tatrzańskim, w gminie Kościelisko.
W latach 1975–1998 Butorów administracyjnie należał do województwa nowosądeckiego.